# آدریانو (بازیکن فوتبال، زاده ۱۹۷۸)
آدریانو (انگلیسی: Adriano؛ زادهٔ ۸ دسامبر ۱۹۷۸) بازیکن فوتبال است.